# Silvia Hollmann
Pour les articles homonymes, voir Hollmann.
Silvia Hollmann (née le 13 mai 1955 à Menden) est une athlète allemande, spécialiste du 400 mètres haies. 
Elle remporte la médaille d'argent du 400 m haies aux championnats d'Europe 1978, devancée par la Soviétique Tatyana Zelentsova.
Elle participe aux Jeux olympiques de 1976 à Montréal où elle s'incline en quarts de finale du 400 m haies.